# Fiona Bruce (journaliste)
Pour les articles homonymes, voir Fiona Bruce et Bruce.
Fiona Elizabeth Bruce, née le 25 avril 1964 à Singapour, est une journaliste britannique, présentatrice à la télévision et au journal télévisé.